# Candyman (canción de Grateful Dead)
«Candyman» es una canción interpretada por la banda estadounidense Grateful Dead. Fue publicada el 1 de noviembre de 1970 como la canción de cierre del lado A del quinto álbum de estudio de la banda American Beauty.

## Escritura y temática
Líricamente, «Candyman» habla en un tema familiar—el héroe oprimido que intenta hacer una vida. Nuestro héroe juega, seduce, toca su guitarra, e incluso amenaza con volar al señor Benson, la personificación de Robert Hunter de la sobreclase, “directo al infierno”. De acuerdo a los autores Barry Barnes y Bob Trudeau, esa línea siempre comienza un fuerte rugido de los Deadheads reunidos, más por ser antiautoritario que por ser pro violencia. Finalmente, el narrador hace funcionar el circuito, apareciendo aquí, apareciendo allá, y eventualmente regresando. El personaje de “Candyman” puede ser un forajido, pero tiene algo para todos, ya sea música, drogas, atractivo sexual o venganza. En AllMusic, Matthew Greenwald describió la letra de la canción como “una historia oscura sobre el juego rural y el lado oscuro de los círculos sociales del campo”.

## Composición y arreglos
La canción fue compuesta en un compás de 4
4 con un tempo de 80 pulsaciones por minuto y está escrita en la tonalidad de do mayor. Las voces van desde F4 a E5. Musicalmente, «Candyman» es una canción de country, y blues. Al igual que con muchas canciones del lado A del álbum, «Candyman» no es una canción con mucha improvisación o jams extensos. Tiene una estructura estable, con un tempo lento a medio. Lo que llama la atención es la voz. Barnes y Trudeau describieron las armonías como “ciertas”, y el trabajo de García en la guitarra de acero con pedal como “logrado”. Greenwald declaró que la melodía “ondulante” está acentuada maravillosamente por el bajo de Phil Lesh, que proporciona una energía sutil a la música. Él también elogió las voces armónicas, inspiradas en su amistad con la banda Crosby, Stills & Nash.

## Recepción de la crítica
Matthew Greenwald de AllMusic describió la canción como “un blues melancólico y lento”. En Sputnikmusic, Badmoon bromeó con que «Candyman», al igual que un cierto número de canciones de Grateful Dead, “fácilmente podrían hacer una banda sonora para un violador”, describiéndola como “una canción maravillosa y pegadiza”. El sitio web Society Of Rock la describió como una “canción estelar”, pero reconoció que es “fácilmente eclipsada por las otras canciones del álbum”. La canción fue incluida en el libro de Barry Barnes y Bob Trudeau, The Grateful Dead's 100 Essential Songs: The Music Never Stops. Ellos escribieron: “Los críticos de las habilidades vocales de Grateful Dead deberían disfrutar de una versión de mediados de 1977 de «Candyman». Esta es buena música. Escúchalo, baila y canta, especialmente si necesitas desahogarte por algo que tu propio ‘señor Benson’ ha hecho y todos tenemos uno, ¿no?”.

## Interpretaciones en vivo

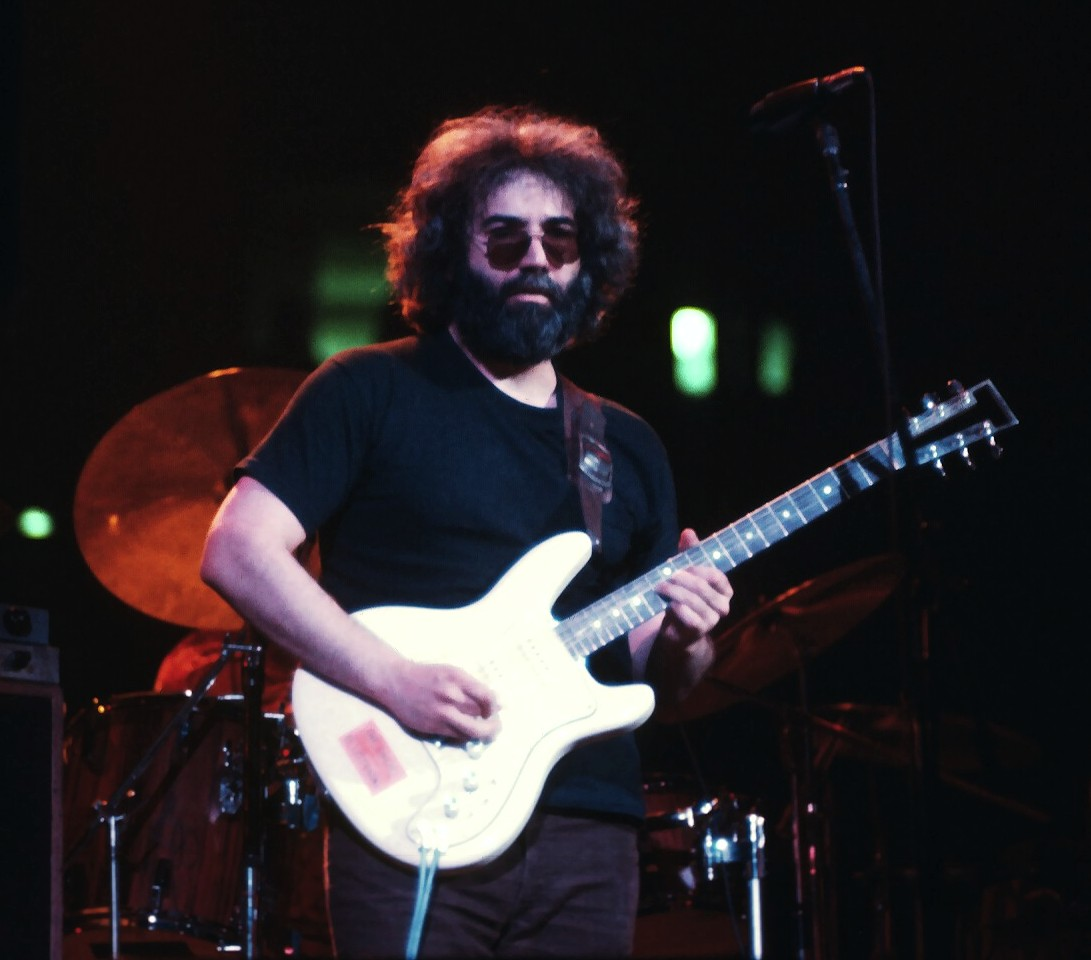
Jerry Garcia, compositor de la canción, actuando en mayo de 1977, en el Fox Theatre, en Atlanta, Georgia.

La canción se interpretó en vivo 277 veces y se tocó todos los años excepto por la pausa del grupo
en 1975. La primera presentación en vivo fue el 3 de abril de 1970, en Cincinnati, durante una
set acústico, donde fue seguido por el éxito de The Everly Brothers «Wake Up Little Susie». Su última presentación en vivo fue el 30 de junio de 1995, en Pittsburgh. «Candyman» aparece un puñado de veces en el segundo set; fue principalmente una canción del primer set.
De acuerdo con Barnes y Trudeau, The Dead a menudo tenía menos éxito en presentaciones en vivo cuando se trata de voces, pero «Candyman» solía ser la excepción. Por ejemplo, en la versión del álbum en vivo To Terrapin: Hartford '77, grabado el 28 de mayo de 1977, en Hartford, ellos escribieron: “Este solo es suave y elevado, y la banda proporciona un acompañamiento perfecto, un sonido ondulante que The Dead perfeccionó. La prueba de armonía llega con el puente vocal tras el solo: exquisito. La intensidad aumenta después del estribillo final, por un instante, hasta la coda”.

## Créditos y personal
Créditos adaptados desde las notas de álbum de American Beauty.
Grateful Dead
- Jerry Garcia – voz principal y coros, guitarra líder, guitarra de acero con pedal
- Bob Weir – guitarra rítmica, coros
- Phil Lesh – guitarra bajo, coros
- Bill Kreutzmann – batería
- Mickey Hart – percusión
- Ron “Pigpen” McKernan – armónica

Músicos adicionales
- Ned Lagin – piano
- Howard Wales – órgano